# Fuerte Esmeralda
El Fuerte Esmeralda, también denominado Batería Esmeralda, es una fortificación costera cubierta ubicada en el sector de la punta Duprat, a la entrada del Molo de Abrigo, en la ciudad de Valparaíso, Chile. Fue proyectada para reforzar el sistema defensivo de la ciudad ante la Guerra del Pacífico en el año 1879, por el coronel de Ingenieros José Francisco Gana. Fue declarado Monumento Nacional de Chile, en la categoría de Monumento Arqueológico, mediante el Decreto Supremo n.º 1510, del 26 de marzo de 1938.

## Historia
Desde su construcción en 1879 sirvió como fortificación, hasta el año 1887. En las décadas posteriores fue destinado como almacén.

## Descripción
De tipo cubierto, también denominado de casamata, el fuerte consta de tres reductos en paralelo, con sus troneras apuntando al noroeste de la bahía de Valparaíso. Los reductos tenían cada uno un cañón Rodman de 600 libras, que fueron adquiridos a Estados Unidos en 1866. El cañón central se encuentra en el frontis de la fortificación.
La edificación es de ladrillos recubiertos por piedra canteada, y la entrada presenta un enchape de piedra. Los tres reductos presentan bóvedas y las troneras se encuentran reforzadas con rieles de ferrocarril.